# Sabang (Indonésie)
Sabang est une ville d'Indonésie dans la province d'Aceh. Elle est située sur l'île de Weh. Elle a le statut de kota.
Sabang est subdivisée en deux kecamatan (districts) : Sukakarya et Sukajaya.

## Histoire
L'expression indonésienne Dari Sabang sampai Merauke, « De Sabang à Merauke », est une façon de désigner l'ensemble du territoire indonésien. La ville de Merauke dans la province de Papouasie est en effet la plus orientale du pays.
Pendant la Seconde guerre mondiale, l'île, comme le reste de l'archipel est occupée par l'empire japonais. Ils y construisent de nombreux bunkers pour contrôler l'entrée du détroit de Malacca. 
Le marin français Léon Carissan, "Mort pour la France" en 1914 est enterré dans le cimetière européen de la ville. La tombe est entretenue annuellement par l'ambassade de France en Indonésie.

## Lien externe

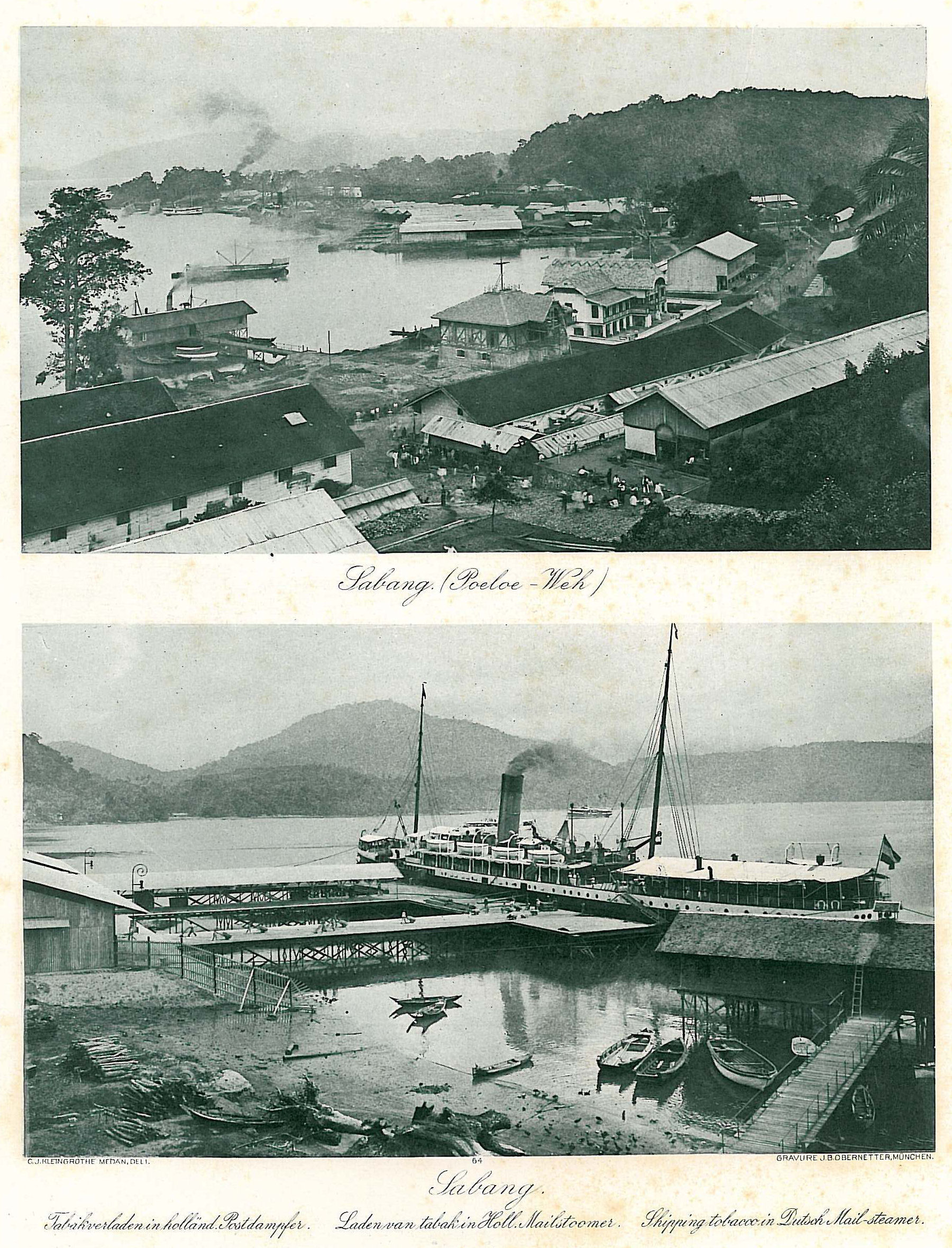
Le port de Sabang vers 1900.

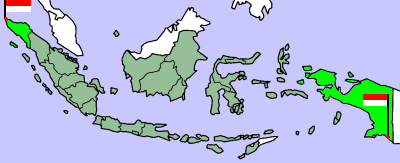
L'Indonésie « de Sabang à Merauke ».

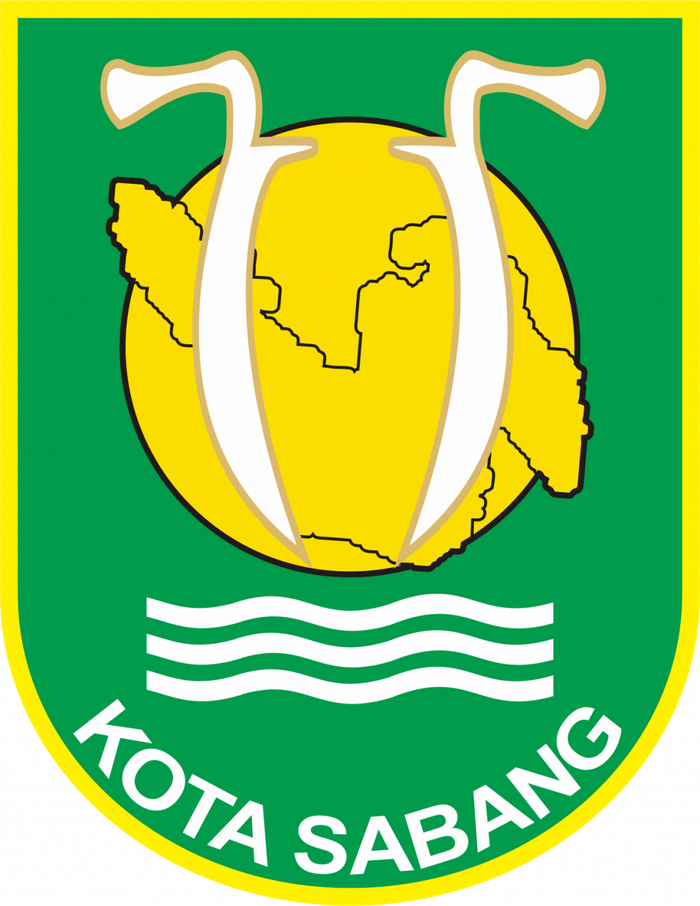
Blason de Sabang.

## Géographie

### Climat
| Mois                              | jan. | fév. | mars | avril | mai  | juin | jui. | août | sep. | oct. | nov. | déc. | année |
| --------------------------------- | ---- | ---- | ---- | ----- | ---- | ---- | ---- | ---- | ---- | ---- | ---- | ---- | ----- |
| Température minimale moyenne (°C) | 21,6 | 21,6 | 21,7 | 22,2  | 22,5 | 22,5 | 22,3 | 22,2 | 22   | 21,7 | 21,6 | 21,5 | 22    |
| Température moyenne (°C)          | 25,6 | 25,9 | 26,4 | 26,9  | 27,1 | 27,1 | 26,8 | 26,7 | 26,4 | 25,9 | 25,7 | 25,4 | 26,3  |
| Température maximale moyenne (°C) | 29,5 | 30,2 | 31   | 31,6  | 31,6 | 31,6 | 31,2 | 31,1 | 30,7 | 30,1 | 29,7 | 29,3 | 30,6  |